# Вейн Оллвайн
Вейн Ентоні Оллвайн (англ. Wayne Anthony Allwine; нар. 7 лютого 1947, Ґлендейл, Каліфорнія, США — пом. 18 травня 2009, Лос-Анджелес, там само) — американський актор озвучування, редактор звукових ефектів та автор шумових ефектів. Він найбільше запам'ятався як третій офіційний голос Мікі Мауса англійською мовою (після Волта Діснея та Джиммі МакДональда) та перший офіційний кастинг після створення «Disney Character Voices International» у 1988 році. На сьогоднішній день він утримує рекорд як актор озвучування, що озвучував Мікі Мауса найдовше, виконуючи цю роль протягом 32 років. Він був одружений з Рассі Тейлор, яка озвучувала Мінні Маус.

## Біографія
Вейн Ентоні Оллвайн народився в Ґлендейлі, Каліфорнія, 7 лютого 1947 року. Він випускник середньої школи ім. Джона Берроуза, де він був особливо активним у музичному театральному відділенні школи. Його батько був співаком квартету перукарів.
У старших класах він сформував свій власний акустичний музичний гурт «The International Singers», який виступав у клубах та коледжах по всьому штату. Після закінчення школи він недовго гастролював з інструментальним рок-гуртом «Davie Allan & the Arrows». Крім гри на ритм-гітарі, його також можна почути на губній гармошці та саксофоні у треці 1968 року «Cycle-Delic». Пізніше він став досвідченим джазовим барабанщиком диксиленду, іноді виступаючи з гуртом «Monrovia Old Style Jazz Band» Джорджа Проберта, випускника «Firehouse Five Plus Two».

## Кар'єра
У 1966 році Оллвайн почав працювати в поштовому відділі студії «Disney», а потім перейшов у відділ звукових ефектів разом із Джиммі МакДональдом.
Пропрацювавши у відділі звукових ефектів сім років, Оллвайн отримав дзвінок від «Disney» для відкритого прослуховування на роль Мікі Мауса наприкінці 1976 року після того, як попередній актор не з'явився. Після прослуховування на роль Оллвайн став третім офіційним голосом Мікі Мауса у 1977 році. Він замінив Джиммі МакДональда, який у 1947 році змінив самого Волта Діснея, який виконував цю роль з 1928 року, а також озвучував Мікі для анімаційних частин оригінального телешоу «Клуб Мікі Мауса» (ABC-TV, 1955—1959).
Перша поява Оллвайна в ролі Мікі була озвученням анімованих заставок для «Нового клубу Мікі Мауса» у 1977 році. Його перша поява в ролі Мікі для театрального релізу відбулася 1983 року в короткометражці «Різдвяна історія Мікі». У тому ж фільмі він озвучив Санта-Клауса на вулиці, що закликає до благодійних пожертв на початку фільму, Молі (який з'являється разом з Ретті), «збираючого для бідних», і одного з двох тхорів-гробників у сцені майбутнього Різдва.
Він також з'явився у таких фільмах, як «Великий мишачий детектив» (1986), «Хто підставив кролика Роджера?» (1988), «Принц та жебрак» (1990), «Мікі, Дональд та Ґуфі: Три мушкетери» (2004), і в телесеріалах «Все про Мікі Мауса» (1999—2000), «Мишачий дім» (2001—2003), «Клуб Мікі Мауса» (2006—2012). Він озвучував Мікі у популярній серії відеоігор «Kingdom Hearts», що передувала «Kingdom Hearts: Birth by Sleep», яка була створена у співпраці з японською компанією «Square Enix». «Kingdom Hearts 358/2 Days», яка була останньою грою, що використовувала його голос (в основному з Мікі як ігровим персонажем у «Mission Mode»), залишила послання в його пам'ять, оскільки гра була випущена в Північній Америці через кілька місяців після його смерті.
Окрім роботи над озвученням, Оллвайн більшу частину своєї кар'єри працював редактором звукових ефектів і автором шумових ефектів для фільмів і телешоу «Disney», включаючи «Сплеск» (1984), «Троє чоловіків і немовля» (1987); а також «Внутрішній простір» (1987), «Нація прибульців» (1988) та «Зоряний шлях 5: Останній кордон» для інших студій. У 1986 році він був нагороджений груповою прайм-тайм премією «Еммі» за внесок у монтаж звуку в антологічному телесеріалі Стівена Спілберґа «Дивовижні історії».

## Особисте життя
У 1991 році він одружився з Рассі Тейлор, яка озвучувала Мінні Маус з 1986 по 2019 рік, і в 2008 році вони були названі Легендами Діснея. Вони залишалися одружені до його смерті у 2009 році. Оллвайн мав троє біологічних дітей і одну прийомну дитину від попередніх шлюбів.

## Смерть
Оллвайн помер від ускладнень діабету у віці 62 років 18 травня 2009 року у Медичному центрі Рональда Рейґана Університету Каліфорнії в Лос-Анджелесі. Його передбачуваний дублер, Брет Іван, взяв на себе роль озвучування Мікі Мауса. Оллвайн зараз похований у Меморіальному парку «Форест-Лон» у Ґлендейлі, Каліфорнія.

## Фільмографія

### Фільми
| Рік  | Назва                                                  | Роль                                | Примітки                                                  |
| ---- | ------------------------------------------------------ | ----------------------------------- | --------------------------------------------------------- |
| 1983 | Різдвяна історія Мікі                                  | Мікі Маус пес-жебрак тхір-могильник | короткометражний фільм                                    |
| 1985 | Чорний казан                                           | злодюга                             | [ 9 ]                                                     |
| 1986 | Великий мишачий детектив                               | другий вартовий-лиходій             | [ 9 ]                                                     |
| 1988 | Хто підставив кролика Роджера                          | Мікі Маус                           | [ 9 ]                                                     |
| 1990 | Принц та жебрак                                        | Мікі Маус принц                     | короткометражний фільм                                    |
| 1995 | Канікули Ґуфі                                          | Мікі Маус                           | камео                                                     |
| 1995 | Мозок-втікач                                           | Мікі Маус                           | короткометражний фільм                                    |
| 1998 | Дух Мікі                                               | Мікі Маус                           | Direct-to-video                                           |
| 1999 | Одного разу під Різдво                                 | Мікі Маус                           | Direct-to-video                                           |
| 1999 | Фантазія 2000                                          | Мікі Маус                           | сегмент «Урочисті марші»                                  |
| 2001 | Чарівне Різдво у Мікі: Замкнені снігом в Мишачому домі | Мікі Маус                           | Direct-to-video                                           |
| 2002 | Мишачий дім: Дім лиходіїв                              | Мікі Маус                           | Direct-to-video                                           |
| 2004 | Мікі, Дональд, Ґуфі: Три мушкетери                     | Мікі Маус                           | Direct-to-video                                           |
| 2004 | Знову під Різдво                                       | Мікі Маус                           | Direct-to-video                                           |
| 2007 | Велике клубне полювання Мікі                           | Мікі Маус                           | спец                                                      |
| 2009 | Клуб Мікі Мауса: Залізниця Мікі                        | Мікі Маус                           | спец; посмертний реліз, присвячується «У люблячу пам'ять» |
| 2009 | Клуб Мікі Мауса: Мікі в Країні Чудес                   | Мікі Маус                           | спец; посмертний реліз                                    |
| 2010 | Клуб Мікі Мауса: Раллі                                 | Мікі Маус                           | телевізійний фільм; посмертний реліз                      |
| 2011 | Клуб Мікі Мауса: Космічна пригода                      | Мікі Маус                           | фінальний телевізійний фільм; посмертний реліз            |

### Телебачення
| Рік       | Назва                                               | Роль             | Примітки                                    |
| --------- | --------------------------------------------------- | ---------------- | ------------------------------------------- |
| 1977—1979 | Новий клуб Мікі Мауса                               | Мікі Маус        | 11 епізодів                                 |
| 1983      | Мишоловка                                           | Мікі Маус        |                                             |
| 1985      | Аналітичний центр Людвига                           | Людвиг фон Дрейк | телевізійний спецвипуск                     |
| 1987      | D-TV: Чорт, забирай Валентина                       | Мікі Маус        | телевізійний фільм                          |
| 1987      | D-TV: Монстр-хіти                                   | Мікі Маус        | телевізійний фільм                          |
| 1988      | Мінні-тотально                                      | Мікі Маус        | телевізійний фільм                          |
| 1988      | 60-річчя Мікі                                       | Мікі Маус        | телевізійний фільм                          |
| 1988      | Here's to you, Мікі Маусе                           | Мікі Маус        | телевізійний фільм                          |
| 1989      | Дивовижний світ кольорів Волта Діснея               | Мікі Маус        | 2 епізоди                                   |
| 1990      | Маппети у світі Волта Діснея                        | Мікі Маус        | телевізійний фільм                          |
| 1990      | Діснеївські пісні для співу: Веселощі в Діснейленді | Мікі Маус        | Direct-to-video                             |
| 1992      | Лускунчик Мікі                                      | Мікі Маус        | не вказано у титрах телевізійний спецвипуск |
| 1993      | Чокнуті                                             | Мікі Маус        | епізод: «I Oughta Be in Toons»              |
| 1994—1995 | Веселі пісні Мікі                                   | Мікі Маус        |                                             |
| 1995      | Мікі: Котимося крізь роки                           | Мікі Маус        | телевізійний фільм                          |
| 1999—2000 | Все про Мікі Мауса                                  | Мікі Маус        | 30 епізодів                                 |
| 2001—2003 | Мишачий дім                                         | Мікі Маус        | 52 епізоди                                  |
| 2006—2012 | Клуб Мікі Мауса                                     | Мікі Маус        | 100 епіходів                                |

## Нагороди та номінації
| Рік  | Нагорода                                               | Категорія                                                      | Назва                      | Результат |
| ---- | ------------------------------------------------------ | -------------------------------------------------------------- | -------------------------- | --------- |
| 1985 | Премія «Золота котушка» (Motion Picture Sound Editors) | Найкращий звуковий монтаж — пілотні та спеціальні телепередачі | Дивовижні історії: «Місія» | Перемога  |
| 1986 | Прайм-тайм премія «Еммі»                               | Видатний звуковий монтаж для серіалу                           | Дивовижні історії: «Місія» | Перемога  |
| 1987 | Премія «Золота котушка» (Motion Picture Sound Editors) | Найкращий звуковий монтаж — анімаційний фільм                  | Великий мишачий детектив   | Перемога  |
| 2008 | Легенда Діснею                                         | Анімація — голос                                               | Мікі Маус                  | Перемога  |